# Josep Martínez Mollà
Josep Martínez Mollà (Xàtiva, 31 de març de 1939) és un artista faller. que compta en la seua trajectòria amb Falles a la secció especial per a les comissions de Bailén-Xàtiva, Plaça del Pilar, Plaça de la Mercè, Na Jordana, Mercat Central, Exposició-Misser Mascó i Convent Jerusalem-Matemàtic Marzal entre d'altres. Al seu palmarés s'inclouen tres primers premis en la màxima categoria de les Falles de València i en dos ocasions el Ninot indultat.
En la seva producció destaquen els cadafals plantats a la Plaça l'Ajuntament de València, convertides en icones recordades en l'imaginari col·lectiu de la festa: Tirant lo Blanc (1990), En la terra de l'art (1991), Carme (1992), 50 Aniversari (1993), La Muntanya de la Cultura (1994) i Cultura 98 (1998).
La seua obra es caracteritza en una primera època per un estil de Falla de caricatura exagerada i basta amb un argument basat en eixa quotidianitat de la societat i política del darrer franquisme i de la Transició, Després, va girar cap a un model de falla més acadèmica i apologètica; una mena de sorollisme en cartó pedra. A nivell tècnic és considerat com l'introductor de la reproducció de figures en polièster a l'any 1976.
Destacats artistes fallers com Julio Monterrubio, Manolo García, Francisco Mesado, Paco Giner i Iván Tortajada, entre d'altres, iniciaren la seua carrera a l'obrador de Josep Martínez Mollà.